# Jorge Bolaño
Jorge Eladio Bolaño Correa (* 28. April 1977 in Santa Marta; † 6. April 2025 in Cúcuta) war kolumbianischer Fußballspieler, er spielte auf der Position eines defensiven Mittelfeldspielers.

## Karriere
Bolaño begann seine Karriere bei Atlético Junior in Barranquilla. Hier kam er auf insgesamt 145 Spiele und erzielte dabei 10 Tore. 1998 gehörte er auch zum kolumbianischen Kader für die Fußball-Weltmeisterschaft 1998. Zur Saison 2000/01 wechselte er erstmals ins Ausland, zur AC Parma in der italienischen Serie A. Bei der AC Parma kam er anfangs regelmäßig zum Einsatz. Nach mehreren Trainerwechseln fand Bolaño unter Cesare Prandelli weniger Berücksichtigung und wurde er für die Saison 2002/03 an Sampdoria Genua in der Serie B ausgeliehen. Dort schaffte er unter Walter Novellino den Aufstieg in die Serie A, kam jedoch zu keinem Einsatz und kehrte nach einer Saison nach Parma, zum neu gegründeten FC Parma, zurück. In der Winterpause wurde Bolaño erneut verliehen, diesmal an den Ligakonkurrenten US Lecce. Zur Saison 2004/05 kehrte er wieder nach Parma zurück, wo er regelmäßig zum Einsatz kam. 2007 wechselte er zum FC Modena in die Serie B, wo er mit seiner Mannschaft zwei Jahre gegen den Abstieg spielte. Im Sommer 2009 wurde Bolaños Vertrag nicht verlängert und er war ein halbes Jahr ohne Klub, bevor sich Anfang 2010 dem kolumbianischen Erstligisten Cúcuta Deportivo anschloss. Dort spielte er drei Jahre lang, ehe er seine Laufbahn im Jahr 2012 beendete.
Für die kolumbianische Nationalmannschaft absolvierte Bolaño zwischen 1995 und 2003 36 Partien. Sein Debüt gab er am 26. Oktober 1995 unter Hernán Darío Gómez bei einer 1:2-Niederlage im Freundschaftsspiel gegen China. Er vertrat Kolumbien bei der Fußball-Weltmeisterschaft 1998 sowie der Copa América 1999 und erzielte sein einziges Länderspieltor am 11. Juli 1999 bei der 2:3-Niederlage im Viertelfinale der Copa América gegen Chile.
Jorge Bolaño erlag 2025 im Alter von 47 Jahren einem Herzinfarkt.